# Plagiaulos

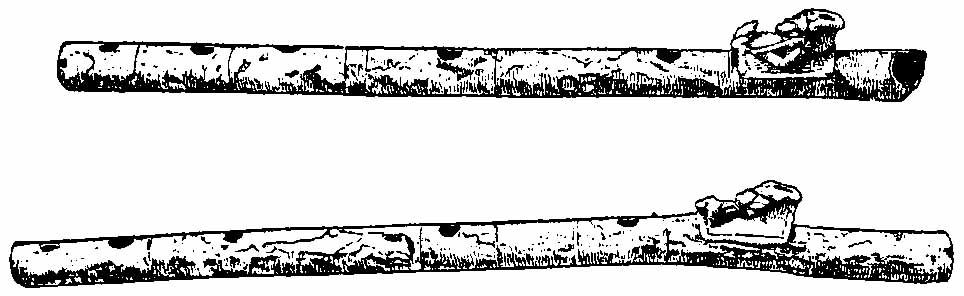
Zeichnung in der Encyclopædia Britannica, 1911, von zwei im British Museum aufbewahrten plagiauloi aus Holz und Bronze, die als „Maenad pipes“ bekannt geworden sind

Plagiaulos (altgriechisch πλαγίαυλος, aus πλάγος, plágos, „quer“, und αὐλός, aulós, „Röhre“), auch plagios aulos, lateinisch tibia obliqua, war im antiken Griechenland, bei den Etruskern in Italien und im Römischen Reich eine bis nach Ägypten bekannte Querflöte mit einem seitlich angesetzten Mundstück, die wie die Panflöte syrinx zur Kultur der Hirten gehörte. Querflöten sind im antiken Mittelmeerraum vom 4. Jahrhundert v. Chr. bis zum 3. Jahrhundert n. Chr. nachgewiesen, sie wurden aber im öffentlichen Musikleben nur bei wenigen Kulten verwendet – wahrscheinlich wegen der Zugehörigkeit zur Hirtenkultur, im Unterschied zum damals weit verbreiteten gedoppelten Rohrblattinstrument aulos.
Die ältere Interpretation des plagiaulos ebenfalls als Rohrblattinstrument, weil angeblich an der seitlich abstehenden Anblasvorrichtung ein Rohrblatt eingesteckt werden konnte, gilt seit der Mitte des 20. Jahrhunderts als widerlegt. Die Mehrzahl der antiken Literatur zur Querflöte ist auf Griechisch, weshalb häufiger von plagiaulos als vom lateinischen Namen die Rede ist. Die meisten Darstellungen stammen aus der römischen Zeit, als die Querflöte wohl am weitesten verbreitet war.

## Herkunft
In Mesopotamien und im Alten Ägypten waren Längsflöten seit frühesten Zeiten bekannt, sie wurden wie die heute in Asien weit verbreiteten Hirtenflöten beim Spiel schräg nach unten gehalten. Manche Abbildungen wurden wegen dieser schrägen Positionierung als Querflöten fehlgedeutet, die in Ägypten erst seit der griechisch-römischen Zeit (seit dem 3. Jahrhundert v. Chr.) vorkommen. Weltweit sind Querflötentypen wesentlich seltener als Längsflöten und Kernspaltflöten.
Da in den frühen Hochkulturen am Mittelmeer Querflöten fehlen, wird deren Ursprung weiter östlich in Asien vermutet. Bevor der griechische aulos (als gedoppeltes Rohrblattinstrument) und die Panflöte unter griechischem Kultureinfluss ab etwa dem 2. Jahrhundert v. Chr. für kurze Zeit in der Region Gandhara nördlich von Indien auf Abbildungen auftauchten, war die Querflöte in Indien verbreitet, wie aus der altindischen Sanskrit-Literatur des 1. Jahrtausends v. Chr. hervorgeht. Das wichtigste Blasinstrument war demnach die mit Gott Krishna verbundene Bambusquerflöte, die in Nordindien vamsha („Bambus“) hieß. Von diesem Namen sind die heutigen Bambusquerflöten wie bansuri und bansi abgeleitet. In Südindien war Anfang des 1. Jahrtausends n. Chr. die Querflöte als kuzhal bekannt. Bis in die erste Hälfte des 1. Jahrtausends n. Chr. waren die indischen Querflöten kurz, eher dick und die Anblasöffnung befand sich ungefähr auf einem Drittel der Länge vom oberen Rohrende entfernt. Später wurden die Flöten länger und schlanker, die Anblasöffnung kam nahe an das obere Ende.
In China wurden die ältesten Querflöten im Grab des Markgrafen Yi von Zeng gefunden. Diese kurz nach 433 v. Chr. datierten Bambusquerflöten haben fünf Grifflöcher und sind mit rund 30 Zentimetern Länge ebenfalls kürzer und gehören zu einem anderen Typ als die heutige chinesische Querflöte dizi und die ähnliche mongolische limbe.

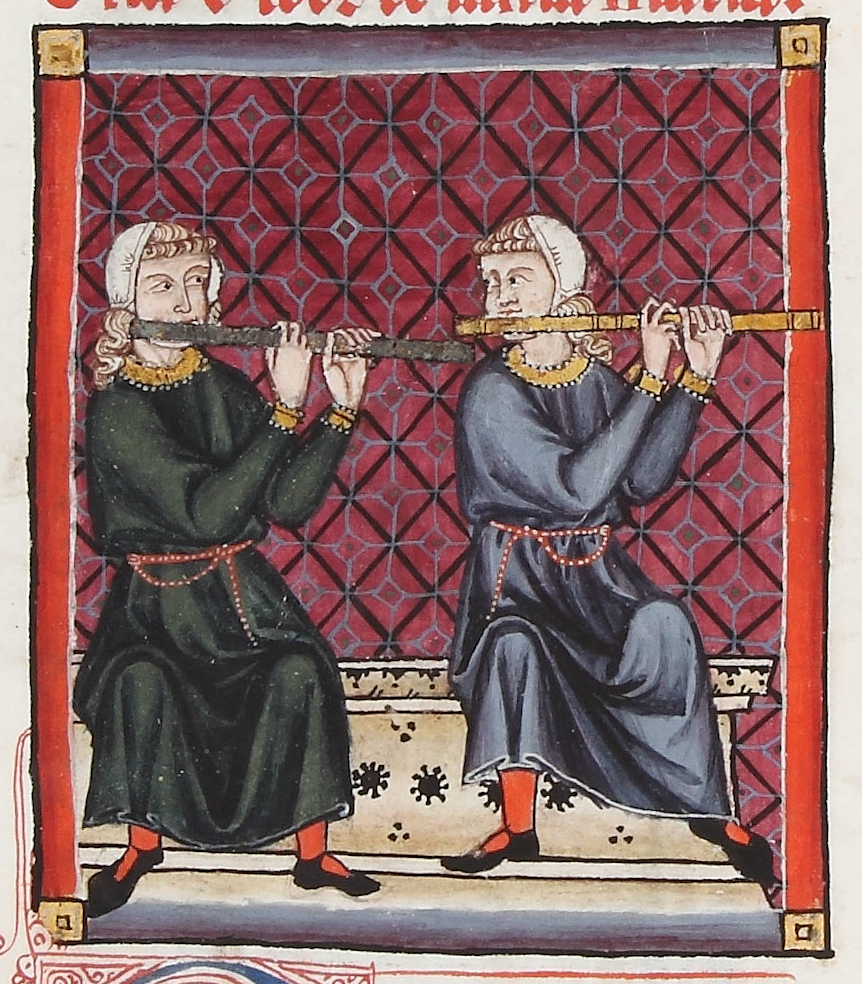
Zwei mittelalterliche iberische Querflötenspieler. Cantigas de Santa Maria, 13. Jahrhundert

Bei Ausgrabungen in der zentralasiatischen Stadt Afrasiab nahe Samarqand kamen bruchstückhaft erhaltene Terrakottafiguren von musizierenden Frauen aus der Mitte des 1. Jahrtausends zum Vorschein. Einige der dargestellten sogdischen Musikerinnen spielen wohl eine randgeblasene Längsflöte, andere Querflöten. Bei den Querflöte spielenden Terrakottafiguren ist eine seitlich rechtwinklig angesetzte Anblasröhre zu erkennen, wie sie für den plagiaulos typisch war. Von diesem offenbar in Samarqand im 1. Jahrtausend weit verbreiteten Flötentyp wurden auch originale Exemplare ausgegraben.
Jeremy Montagu (2007) hält es für möglich, dass die soweit bekannt ältesten indischen Querflöten von Indien nordwärts über Zentralasien nach China gelangten, wo sie während der Han-Dynastie um das 2. Jahrhundert v. Chr. den einheimischen Querflötentyp ablösten, und spätestens im 8. Jahrhundert Japan erreichten (ryūteki und andere). In westlicher Richtung gelangte die Querflöte in den Mittelmeerraum, wo sie auf dem Weg nach Westeuropa im 10./11. Jahrhundert in Psaltern des Byzantinischen Reichs erscheint.
Zwar gilt Indien als die älteste Region, in der Querflöten eingesetzt werden, ob ein erster Transfer der indischen Querflöte bereits in antiker Zeit ans Mittelmeer stattfand, ist unklar. Spekuliert wird auch über die Zeitspanne von über 1000 Jahren, die zwischen den Abbildungen des plagiaulos in der Antike und den ersten Hinweisen auf die wahrscheinlich aus Indien stammenden byzantinische Querflöten im 10. Jahrhundert liegen. Während dieser langen Zeit ohne Querflöten im Mittelmeerraum sind die geographisch nächstliegenden Querflöten in Indien immer wieder auf Steinreliefs abgebildet. Eine der frühesten byzantinischen Miniaturen, die eine gut erkennbare Querflöte zeigt, ist im Jerusalemer Kodex Taphou 14 aus dem 11. Jahrhundert enthalten. Der auf einem Felsen bei seiner Herde sitzende Schäfer bläst in eine etwa 60 Zentimetern lange Querflöte mit vermutlich sechs Grifflöchern. In der zweiten Hälfte des 12. Jahrhunderts war die aus dem Osten über Byzanz gekommene Querflöte in Westeuropa angelangt, wo sie zuerst im Hortus Deliciarum der Äbtissin Herrad von Landsberg abgebildet ist und mit dem alten lateinischen Namen tibia – für das griechische Rohrblattinstrument aulos – benannt wird. Eine archaische Querflöte als Volksmusikinstrument vor dieser Zeit ist in Europa nicht bekannt. Archäologische Grabungen in Mainz erbrachten aber in der Werkstatt eines römischen Bildhauers eine Tonfigur, die den griechisch-römischen Hirtengott Pan mit einem plagiaulos darstellt. Somit könnte der aus einem Zweig oder Röhrenknochen leicht herstellbare plagiaulos auch in der Hirtenkultur nördlich der Alpen verwendet worden sein.

## Verbreitung

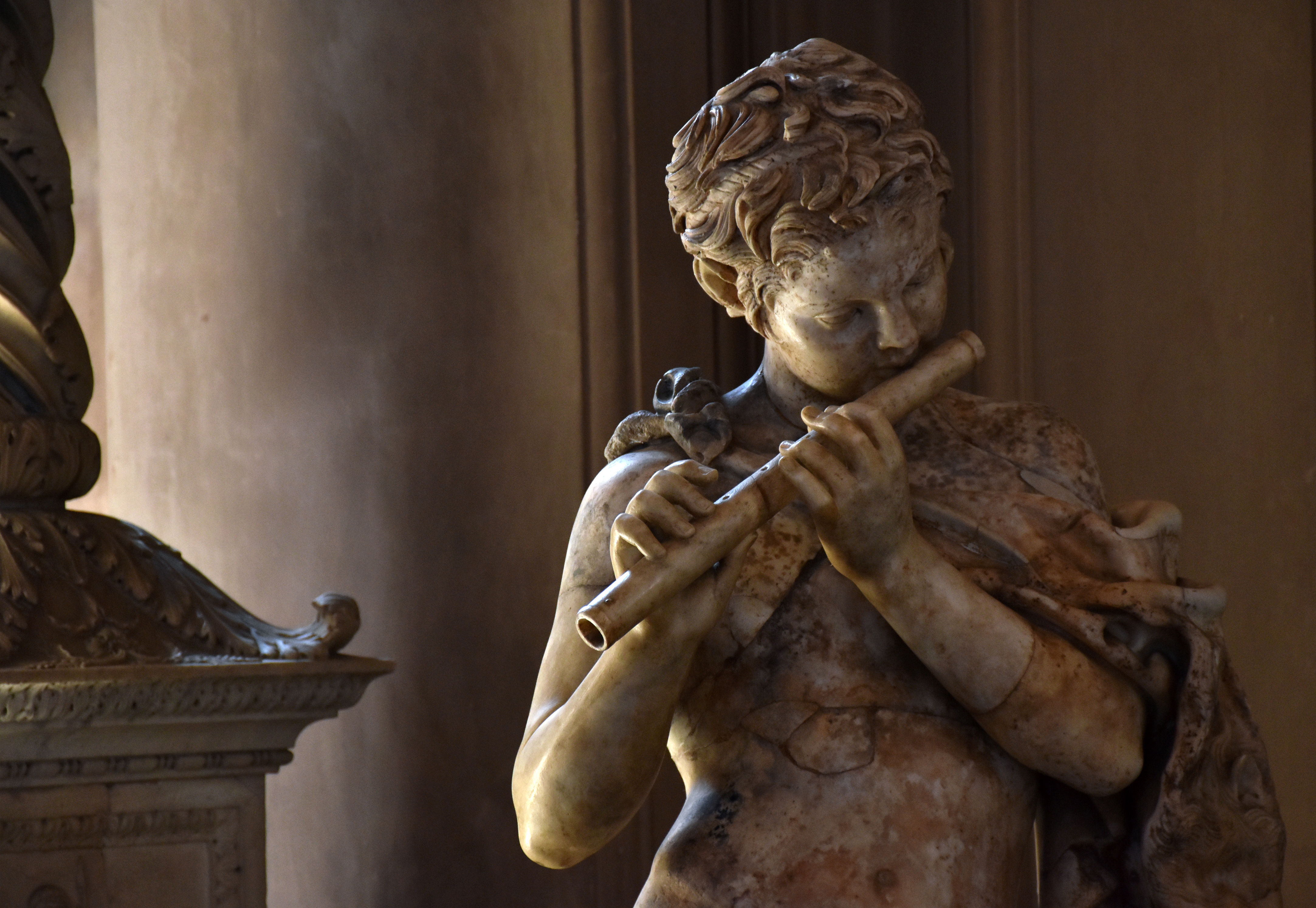
Junger Faun. Römische Marmorskulptur nach einem hellenistischen Original. Die Querflöte hat acht Grifflöcher für die Finger, ist am oberen Ende verschlossen und wird über ein seitliches Loch angeblasen. Galerie der Kandelaber in den Vatikanischen Museen

Bei der Suche nach dem Ursprung des plagiaulos im Mittelmeerraum geben die Epiker der Frühzeit noch keinen Aufschluss. Neben dem plagiaulos ist die einzige altgriechische Flöte die Panflöte syrinx, der namentlich als der in Schilfrohr verwandelten Nymphe Syrinx ein mythischer Ursprung zugesprochen wird. Die älteste Abbildung einer syrinx ist auf der um 575 v. Chr. datierten Françoisvase erhalten, wo die Panflöte von einer der Musen auf der Hochzeit des Gottes Peleus mit der Nymphe Thetis gespielt wird. Ansonsten war die Panflöte das im Verlauf der folgenden Jahrhunderte bekannter werdende typische Hirteninstrument. Im 5. Jahrhundert v. Chr. behandelt der Dramatiker Euripides in Iphigenie in Aulis diesen Stoff, aber erst in den bukolischen Werken des Dichters Theokritos im 3. Jahrhundert v. Chr. steigt die syrinx zu einem geachteten Musikinstrument auf. Neben der syrinx erwähnt Theokritos auch den Namen plagiaulos, woraus hervorgeht, dass es zu seiner Zeit Panflöte und Querflöte als zwei unterschiedliche Blasinstrumente gab. Ansonsten wird der plagiaulos relativ selten in den klassischen Texten erwähnt. Er ist seltener als andere Musikinstrumente abgebildet.
Zu den antiken Texten, in denen der plagiaulos vorkommt, gehört Iulius Pollux (2. Jahrhundert n. Chr.) Onomastikon (iv., 74–77). Darin werden mehrere auloi nach ethnischer Zugehörigkeit unterschieden und den Libyern, Phrygern, Ägyptern, Thebanern und Skythen zugeordnet. Pollux ergänzt diese Aufzählung noch um weitere vier Arten von auloi: den plagiaulos, den monaulos (μόναυλος), den gingras (γίγγρας) und den elumos (ἔλυμος). Laut Pollux wurde der plagiaulos von den Libyern (gemeint: in Ägypten) erfunden. Dem römischen Gelehrten Plinius (23–79 n. Chr.) zufolge wurde der plagiaulos vom mythischen oder historischen König Midas in Phrygien eingeführt, weil dieser auch als Erfinder der Flöte allgemein galt. Bei den Griechen und Römern kommt als mutmaßlicher Erfinder aus demselben Grund noch der Hirtengott Pan hinzu. Der in Ägypten lebende griechische Autor Athenaios (Anfang 3. Jahrhundert) gab den ägyptischen Gott Osiris als Erfinder der Flöte an.

### Ägypten
Ein früher gelegentlich gebrauchter Name für den ägyptischen aulos oder den plagiaulos ist photinx. Den plagiaulos gab es wahrscheinlich seit dem Ende des 4. Jahrhunderts v. Chr. im ägyptischen Alexandria und möglicherweise schon einige Zeit früher, er ist aber insgesamt nur vereinzelt durch Quellen und Darstellungen überliefert. Von den beiden Ursprungsregionen Phrygien und Ägypten erscheint letztere deshalb als eher möglich, weil die Ägypter mit Flöten seit dem Alten Reich vertraut waren. Seit der zweiten Hälfte des 3. Jahrtausends v. Chr. war die schräg gehaltene Längsflöte neben Rohrblattinstrumenten und Harfen das hauptsächlich dargestellte Musikinstrument. Querflöten gab es in Ägypten jedoch erst seit der griechisch-römischen Zeit, eine Übernahme der Querflöte aus Ägypten gilt trotz der langen Geschichte der ägyptischen Längsflöte als wenig wahrscheinlich, denn als die Querflöte in Ägypten auftauchte, brachten die römischen Legionäre nachweislich auch andere Blasinstrumente aus dem Römischen Reich mit, die militärischen Zwecken dienten: die tuba und die bucina.
Hans Hickmann (1961) verweist auf drei ägyptische Tonstatuetten aus griechisch-römischer Zeit, die er für die mutmaßlich ältesten Abbildungen antiker Querflöten hält. Die im Roemer- und Pelizaeus-Museum in Hildesheim aufbewahrten männlichen Figuren halten eine dicke kurze Röhre ungefähr waagrecht nach rechts und blasen durch ein seitliches Mundstück. Das mit gespitzten Lippen angeblasene Mundstück ist besonders gut bei der einzigen stehenden Figur von den dreien zu erkennen. Bei einer anderen, aus Fayyum stammenden Statuette ist nur der Oberkörper erhalten. Auch wenn der Musiker sein Instrument etwas schräg hält, bläst er es doch eindeutig als Querflöte an. Die Querrillen auf dem Flötenrohr deuten die ansonsten beim aulos vorhandenen Stimmringe an.
Älter als die von Hickmann angeführten Statuetten und die erhaltenen etruskischen Reliefs ist eine griechische Satyr-Statue aus Marmor, die im Original in das dritte Viertel des 4. Jahrhunderts v. Chr. datiert wird, aber nur in einer Kopie aus der Römischen Kaiserzeit erhalten ist. Von der Querflöte ist nur die rechtwinklig angesetzte Anblasröhre vorhanden, die der gelockte Kopf der Büste im Mund hält. Das geringe Fragment des Blasinstruments lässt immerhin erkennen, dass es sich nicht um einen aulos gehandelt haben kann und die Flöte zur rechten Seite gehalten wurde, worauf auch der angewinkelte linke Arm der Figur hindeutet.
Die Frage, ob es sich bei den mit einem seitlichen Mundstück abgebildeten Blasinstrumenten um Rohrblattinstrumente oder um Querflöten handelt, hält Hickmann (1952) durch den bedeutenden Fund von auloi genannten Blasinstrumenten in Meroe für geklärt. Bereits 1915 waren von dem im Sudan gelegenen Meroe Holzblasinstrumente aus Bronze kombiniert mit Elfenbein bekannt, die bis hin zu den Stimmringen mit Funden aus Pompei übereinstimmen. In der Pyramide von Meroe N.6 fand George A. Reisner 1921 typisch griechische auloi mit Einfach- oder Doppelrohrblättern, die auf wenige Jahre vor der Zeitenwende datiert werden, und das Bruchstück einer Querflöte. Erhalten blieb der obere Teil der zylindrischen Bronzeröhre mit einem schräg abstehenden seitlichen Mundstück. Am unteren Ende befand sich noch ein Bruchstück einer Röhre aus Elfenbein. Das obere Ende der Bronzeröhre war vermutlich geschlossen. Anhand dieser Flöte vom südlichsten Fundort antiker auloi und plagiauloi begründet Nicholas B. Bodley (1946) seine mittlerweile überholte These, wonach das seitlich angesetzte Rohr als weiteres Griffloch einer Längsflöte gedient habe.

### Etrusker

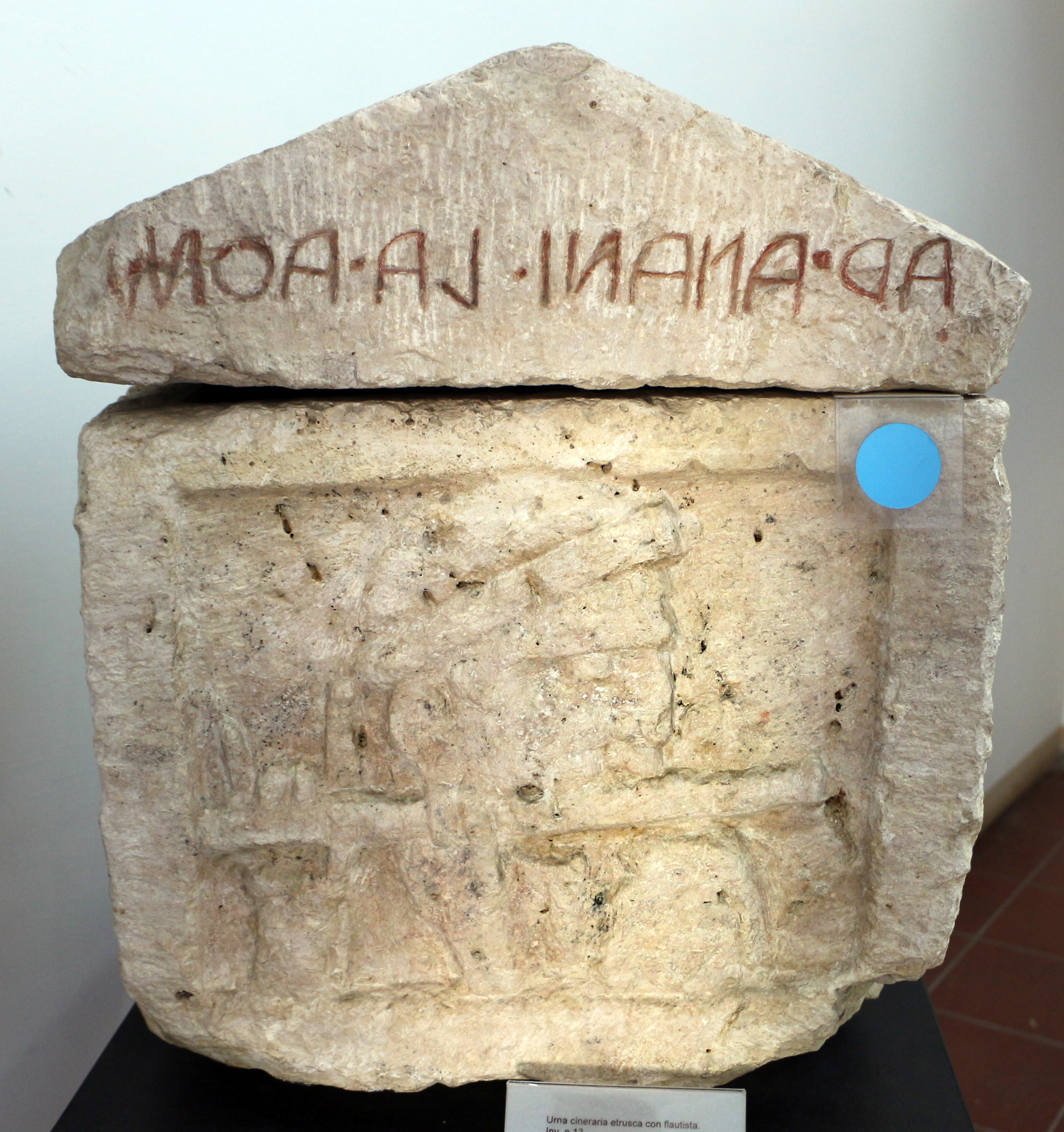
Etruskische Aschenurne im Hypogäum der Volumnier (Ipogeo dei Volumni) nahe Perugia. Ende 2. / Anfang 1. Jahrhundert v. Chr. Eine der meistzitierten Darstellungen des plagiaulos.

Ähnlich alt wie die ägyptischen Statuetten sind die ältesten Abbildungen von antiken Querflöten der Etrusker. Eines der Zentren, in denen im 3. Jahrhundert v. Chr. Steinsarkophage hergestellt wurden, war die italienische Stadt Volterra. Im dortigen Museo Etrusco Guarnacci wird ein 74 Zentimeter langes Urnenrelief aufbewahrt, das eine typische Bankettszene zeigt, wie man sich diese für das Leben nach dem Tod vorstellte. Unter den Figuren sind der plagiaulos- und der syrinx-Spieler stehend dargestellt, während der Kitharist sitzt und seine kithara senkrecht vor sich aufgestellt hat.
Ein Relief auf einer Aschenurne in dem im 3. Jahrhundert v. Chr. angelegten Hypogäum der Volumnier-Familie (italienisch Ipogeo dei Volumni) bei Perugia entstand unter griechischem Einfluss Ende des 2. / Anfang des 1. Jahrhunderts v. Chr. Das Relief zeigt Kopf und Schulter eines Mannes, der eine kurze Querflöte spielt. Der Musiker bläst in das seitliche Mundstück, das sich etwa ein Viertel der Länge vom oberen, durch einen Pfropf mit einem Wulst verschlossenen Ende befindet. Die Flöte besitzt mindestens acht Grifflöcher für die vier Finger beider Hände; nicht ersichtlich ist, ob es noch zwei Grifflöcher für die Daumen gibt. Der auffällig nach oben gestreckte Zeigefinger und kleine Finger der rechten Hand könnte auch als apotropäische Geste gemeint gewesen sein. Das Relief ist eine der eindeutigsten frühen Darstellungen der Querflöte mit seitlichem Mundansatz.

### Römer

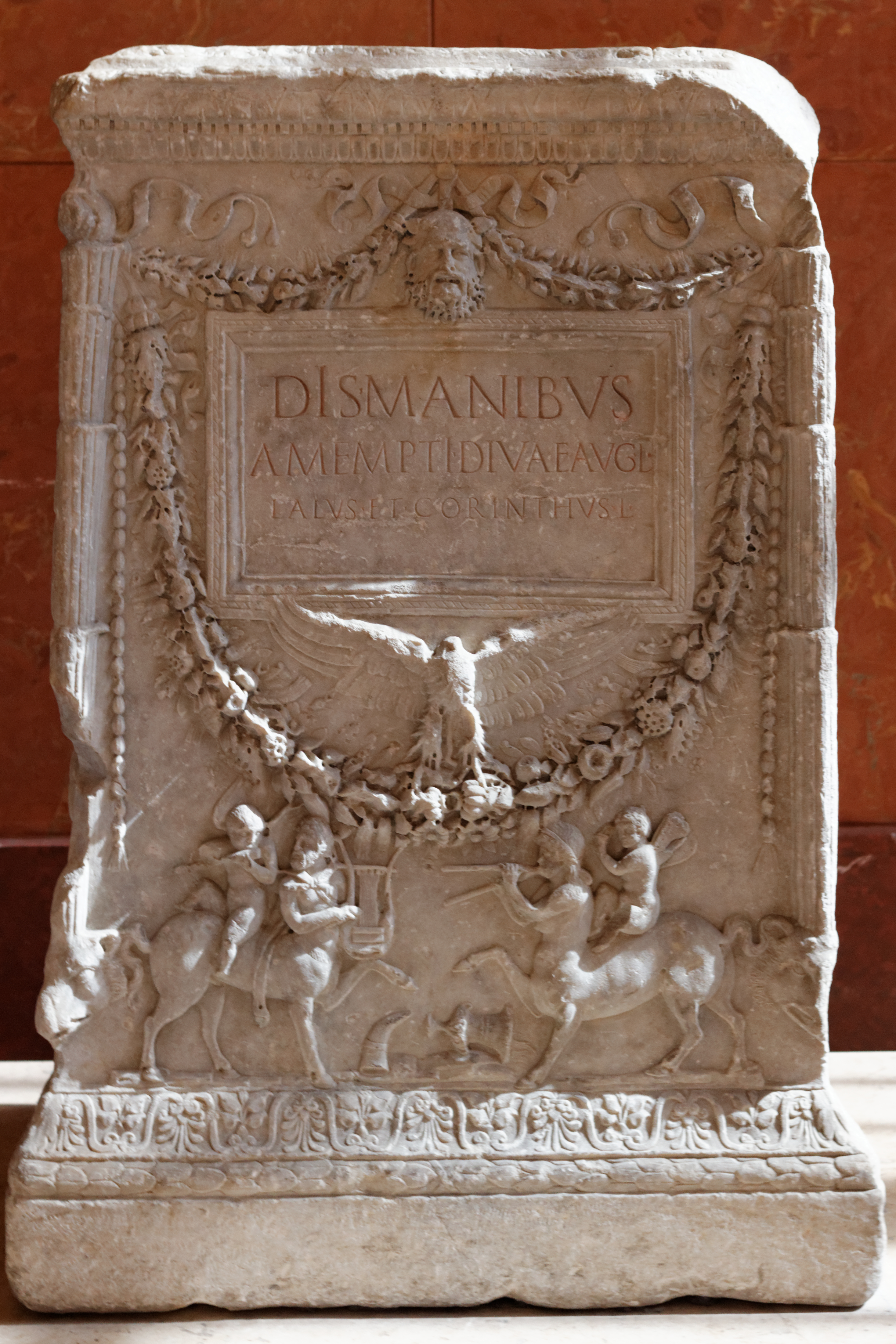
Römischer Grabaltar des Amemptus, um 50 n. Chr. Links ein Kentaur mit lyra, auf seinem Rücken ein Eros mit Querflöte. Louvre, Paris

Weitere Reliefs belegen, dass die Querflöte bei den Etruskern und nachfolgend bei den Römern bis mindestens zum 3. Jahrhundert n. Chr. beliebt gewesen sein muss. In den Vatikanischen Museen befindet sich ein Marmorsarkophag aus dem 3. Jahrhundert n. Chr., auf dessen Relief zu einem Festzug vereint geflügelte Knaben und Genien den Verstorbenen ins Jenseits geleiten (ein Thiasos musizierender Eroten). Angeführt wird die Gruppe von einem Querflötenspieler, der sein schräg gehaltenes Instrument mit der linken Hand oberhalb vom Mundstück umgreift und mit der rechten Hand die Grifflöcher abdeckt. Ihm folgen weitere Eroten, von denen der vordere kleine Becken (cymbala) gegeneinander schlägt und der letzte eine Leier (kithara) spielt. Am Boden liegen ein weiteres Paar Becken und eine Panflöte mit fünf Pfeifen. Ein anderer römischer Marmorsarkophag aus der zweiten Hälfte des 3. Jahrhunderts (im Albertinum in Dresden) zeigt Gott Dionysos auf einem Panther reitend und umgeben von seinen Begleitern, den Mänaden, Satyrn und Pan. Oben im Hintergrund wird ein aulos mit zwei konischen Röhren geblasen, in der Bildmitte unten hockt vor Dionysos ein Knabe mit einem schräg gehaltenen plagiaulos. Gut zu erkennen sind das seitliche Mundstück und die konische Spielröhre.
Ein Mosaik einer römischen Villa in Korinth aus dem 2. Jahrhundert zeigt einen an einen Baum gelehnten Hirten, der eine lange schlanke Querflöte bläst. Er hält die etwa 45 bis 50 Zentimeter lange Flöte ungewöhnlicherweise auf seine linke Seite. Grifflöcher und Anblasloch befinden sich in einer Linie, ein angesetztes Mundstück ist nicht erkennbar. Ein Melkeimer und weidende Kühe im Hintergrund illustrieren die ländliche Szene.
Der etwa 50 n. Chr. datierte Grabaltar des Amemptus, der sich im Louvre befindet, ist ein quadratischer Marmorblock mit Reliefs an den vier Seiten. Diese enthalten Symbole der Unsterblichkeit und sind den Manen (Totengeistern) des Amemptus gewidmet. Amemptus war ein freigelassener Sklave der Kaiserin Livia Drusilla. Auf einem Relief ist links ein Kentaur dargestellt, der eine lyra spielt. Auf seinem Pferderücken sitzt ein Querflöte blasender Eros. Der ihnen von der rechten Seite entgegenstürmende Kentaur bläst einen aulos und trägt eine Psyche auf seinem Rücken. Soweit es das wenig detailgenaue Relief erkennen lässt, besitzt die nach rechts gehaltene Flöte kein angesetztes Mundstück. Auf einigen weiteren spätrömischen Sarkophagen sind Querflöten mit erkennbaren rechtwinklig angesetzten Mundstücken dargestellt. Sie werden hauptsächlich von Satyrn, Eroten und Genien gespielt. Auch ein Querflöte spielender Affe findet sich auf einer Darstellung, ein Verweis auf den unernsten Charakter des Instruments.

### Nabatäer

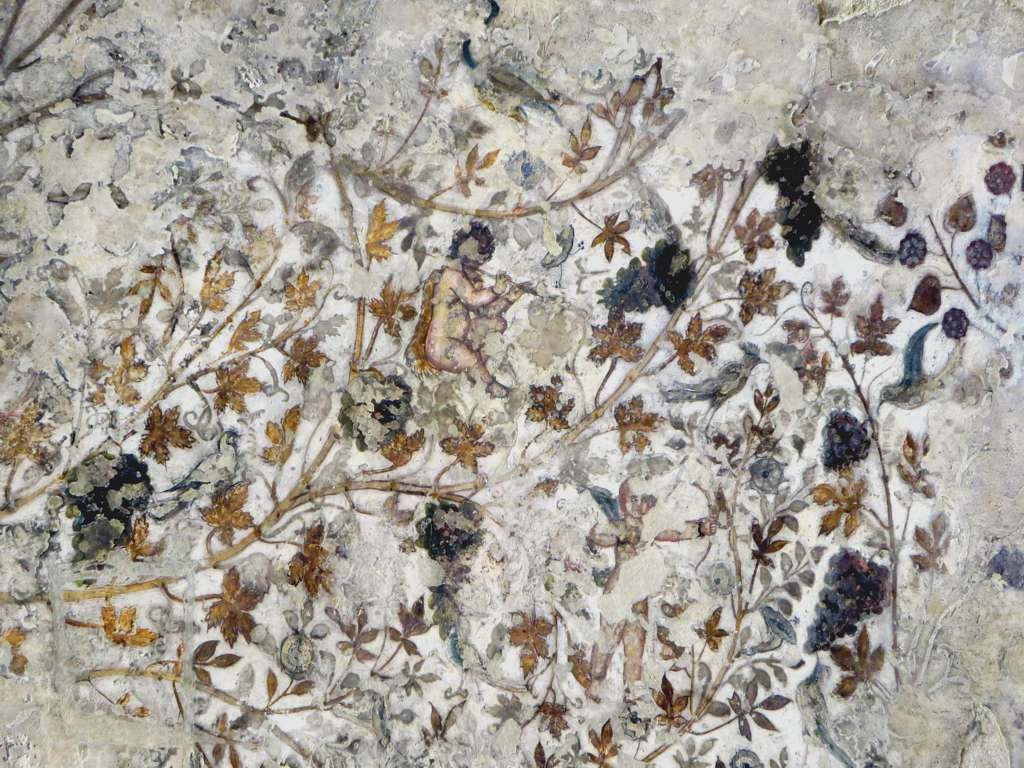
Nabatäisches Deckenfresko mit einem Querflöte spielenden Knaben im Biklinium von Siq el-Barid, 1. Jahrhundert

Die Nabatäer am östlichen Mittelmeerrand, die im 6. Jahrhundert v. Chr. ins Gebiet des heutigen Jordanien einwanderten und im 1. Jahrhundert v. Chr. auf dem Höhepunkt ihrer Macht standen, übernahmen in ihrer Hauptstadt Petra den hellenistischen Baustil und den Dionysoskult. In einer als Biklinium (Raum mit Liegebänken für kultische Treffen) dienenden Felskammer im zu Petra gehörenden Vorort Siq el-Barid blieb ein Deckenfresko aus dem 1. Jahrhundert n. Chr. erhalten. Zwischen Weinranken und Vögeln sind eine Tänzerin (vielleicht eine Mänade) und ein Junge zu sehen, der eine Querflöte spielt. Diese Querflöte ist deutlich länger und schlanker als die bekannten Abbildungen des plagiaulos und hat ungefähr die Größe der byzantinischen und späteren westeuropäischen Querflöten, wie sie in der iberischen Liedersammlung Cantigas de Santa Maria aus dem 13. Jahrhundert abgebildet sind. Für Jeremy Montagu (2013) scheint die Querflöte sechs Grifflöcher zu besitzen und er spekuliert über den Handelsposten Petra als einer Station auf dem Weg von der indischen Querflöte nach Europa. Ungeklärt bleibt die dabei Frage, weshalb die Querflöte von Petra singulär blieb und ein Jahrtausend lang bis zu den Flöten des Byzantinischen Reichs nicht abgebildet ist.

## Bauform
Für antike Autoren war bei der Benennung eines Blasinstruments unerheblich, ob dieses nach heutigem instrumentenkundlichen Verständnis ein Rohrblattinstrument oder eine Flöte war, weshalb die Bezeichnung aulos für alle konischen oder zylindrischen Blasinstrumente mit seitlichen Grifflöchern (tremata, τρήματα, oder trupemata, τρυπήματα) verwendet wurde. Als monaulos bezeichnete man eine einzeln geblasene Spielröhre des aulos mit einem Rohrblatt. Davon unterschieden wurden Instrumente ohne Grifflöcher: Panflöten (griechisch syrinx, lateinisch fistula), Langtrompeten (salpinx) und gebogene Hörner (griechisch bukane, lateinisch bucina).
Den Abbildungen aus den ersten Jahrhunderten v. Chr. zufolge war der plagiaulos eine relativ kurze Querflöte mit dem deutlich erkennbaren Merkmal eines rechtwinklig oder schräg angesetzten Mundstücks einige Zentimeter vom oberen geschlossenen Ende entfernt. Erhalten geblieben sind Fragmente von Spielröhren aus Bronze, teilweise in Verbindung mit Elfenbein. Andere Querflöten wurden wohl aus Knochen oder – wie Pollux angibt – aus Holz gefertigt. Eines der seitlichen Löcher wurde offenbar mit einem Mirliton abgedeckt, wie dies bis heute bei der Querflöte dizi in China, der limbe in der Mongolei und anderen Querflöten in Asien üblich ist.
Querflöten konnten außerdem wie alle antiken Einfach- oder Doppelrohrblattinstrumente mit Stimmringen auf der zylindrischen Spielröhre (bombyx) ausgestattet werden. Ein Daumen wird zum Fixieren der Spielröhre gebraucht. Sobald mehr als acht oder einschließlich einem Daumenloch neun Grifflöcher vorhanden waren, konnte der Musiker sie nicht mehr alle zugleich verschließen. Für diesen Fall verwendete man breite Ringe, die über die Spielröhre geschoben wurden, um jeweils ein Griffloch abzudecken. Bei den in Pompeji gefundenen Flöten besteht der Stimmring aus Silber. An einer Stelle besitzen die Stimmringe ein rundes Loch in der Größe des Grifflochs. Wird der Stimmring seitlich gedreht wird das Griffloch verschlossen oder, wenn beide Löcher übereinander liegen, ganz oder teilweise geöffnet. Bei entsprechender Breite überdecken die über jedem Griffloch positionierten Stimmringe in ihrem Bereich vollständig die Spielröhre. Darauf bezieht sich offenbar der römische Dichter Horaz in der Ars Poetica mit dem Satz zu den auloi (202): tibia non ut nunc orichalco uincta, „die Flöte war nicht wie bisher mit Orichalkum umwickelt.“ In der Augusteischen Zeit (zweite Hälfte des 1. Jahrhunderts v. Chr.), in der Horaz lebte, war orichalkum eine Messinglegierung, die zur Herstellung von Musikinstrumenten verwendet wurde. Einige plagiauloi sind mit Stimmringen aus dieser Legierung erhalten. Mit den Stimmringen, die auch auf manchen Reliefs erkennbar sind, ließen sich die Flöten auf andere Tonskalen transponieren, aber wahrscheinlich nur während einer kurzen Unterbrechung des Spiels.
Die als „Maenad pipes“ bekannt gewordenen Funde von Querflöten (siehe Titelbild) waren maßgeblich für die Erkenntnis, dass es antike Blasinstrumente mit rechtwinklig angesetztem Mundstück gab. Die Fundobjekte stammen von einem unbekannten Ort in Italien und lassen sich nur ungefähr in das 1. Jahrhundert v. Chr. oder n. Chr. datieren. Sie wurden erstmals 1881 in Mailand ausgestellt und von Albert A. Howard (1893) beschrieben. Später gelangten sie als Teil der Sammlung des italienischen Kunsthändlers Alessandro Castellani ins British Museum nach London. Die Flöten bestehen aus in sehr brüchigem Zustand erhaltenen hölzernen Spielröhren, die von Stimmringen aus Bronze in ebenso schlechtem Erhaltungszustand umgeben sind. Das obere Ende ist als Mänade-Büste gestaltet, was den beiden Flöten ihren Namen gab. Die längere Flöte besitzt fünf Fingerlöcher und ein Daumenloch, bei der anderen Flöte ist ein eventuell vorhandenes Daumenloch nicht erkennbar. Das obere Ende der längeren Flöte war geschlossen, weshalb Howard (1893) in den seitlichen Ansatz eingesetzte Rohrblätter vermutete. Die Abstände der Grifflöcher stimmten nicht genau überein, weshalb die Flöten geringfügig abweichende Tonfolgen produzierten. Eine dritte kurze Flöte mit einer Spielröhre aus Elfenbein, Stimmringen aus Bronze und einem seitlichen Mundstück, die Charles Thomas Newton 1857 in einem Grab in Halikarnassos entdeckte, gelangte in schlechtem Erhaltungszustand ins British Museum. Das Mundstück war intakt, aber Newton konnte keine Grifflöcher erkennen. Ihre Datierung ist unklar.
Die Funktion der angesetzten Mundstückröhre war unter Musikwissenschaftlern zunächst unklar. Noch Kathleen Schlesinger (1939) geht wie selbstverständlich davon aus, dass der plagiaulos wie der aulos mit einem Rohrblatt gespielt wurde. Dass der plagiaulos kein Rohrblatt besaß, erklärt demgegenüber Nicholas B. Bodley (1946) anhand der Fundstücke von Meroe und liefert dafür eine eigene Begründung. Bodley meint, das seitliche Mundstück (bei ihm plagios hodos, „schräg [angesetzte] Röhre“ genannt), das auf einer Linie mit den Grifflöchern liegt, habe als weiteres besonderes Griffloch für den Zeigefinger gedient und der plagios aulos sei als Flöte vom hinteren Ende angeblasen worden.
Hans Hickmann (1952) hält die Klassifizierung bestimmter Fundobjekte von Meroe für erschwert, weil an ihnen die von den griechischen Rohrblattinstrumenten bekannten Stimmringe aufgeschoben waren und sie damit wie selbstverständlich zu diesen gezählt werden, auch wenn sie zugleich das ungewöhnliche abstehende Mundstück besitzen. Mit Verweis auf die Einschätzung von Bodley erklärt Hickmann, dasselbe Blasinstrument mit seitlich angesetzter Röhre könnte, wenn der Musiker durch diese Röhre einbläst, als Querflöte gespielt werden. Steckte der Musiker in die seitliche Röhre oder in das obere Ende ein Rohrblatt ein, so ergäbe sich ein Rohrblattinstrument. In letzterem Fall sei wohl die seitliche Röhre durch einen Wachspfropf verschlossen worden und habe nicht, wie Bodley meint, als weiteres Griffloch gedient. Von den genannten drei Spielmöglichkeiten der Blasinstrumente mit seitlicher Röhre unterscheidet Hickmann noch mit Verweis auf das Relief auf der Aschenurne aus Perugia Querflöten ohne Stimmringe und ohne seitliches Mundstück.
In einem Artikel von 1955 konzentriert sich Hickmann darauf, „die von archäologischer Seite mißverstandene Anblasevorrichtung der Bombyxflöten zu erklären“, die offenbar nur dazu diente, dem Spieler den Ansatz zu erleichtern. Von Rohrblättern an der seitlichen Röhre ist nicht mehr die Rede. Paulys Realencyclopädie der classischen Altertumswissenschaft (XX,2) schreibt bereits 1950 eindeutig: „Sie [die Flöte] entspricht in der Form und Anwendung unserer heutigen Querflöte.“ Die Fehleinschätzung eines seitlich eingesetzten Doppelrohrblatts beruht auch auf einer falschen Interpretation eines philosophischen Werks von Aristoteles (384–322 v. Chr.) zur Musik, in welchem er sich über die Beschaffenheit von Rohrblättern auslässt. Heute erscheint es praktisch als ausgeschlossen, dass in das seitliche Mundstück eingeschobene Rohrblätter schwingen können.
Der Tonumfang des plagiaulos betrug über eine Oktave und ließ sich durch Überblasen in die höhere Oktave erweitern. Mit seinem offenen unteren Ende erklang der plagiaulos eine Oktave höher als die gleich lange gedackte Pfeife einer syrinx. Bis auf die wenigen überlieferten Fundobjekte aus Bronze wurde die überwiegende Zahl der Querflöten von den Hirten (ohne rechtwinklig abstehendes Mundstück) aus Pflanzenrohr, Holz oder Knochen angefertigt.

## Spielweise

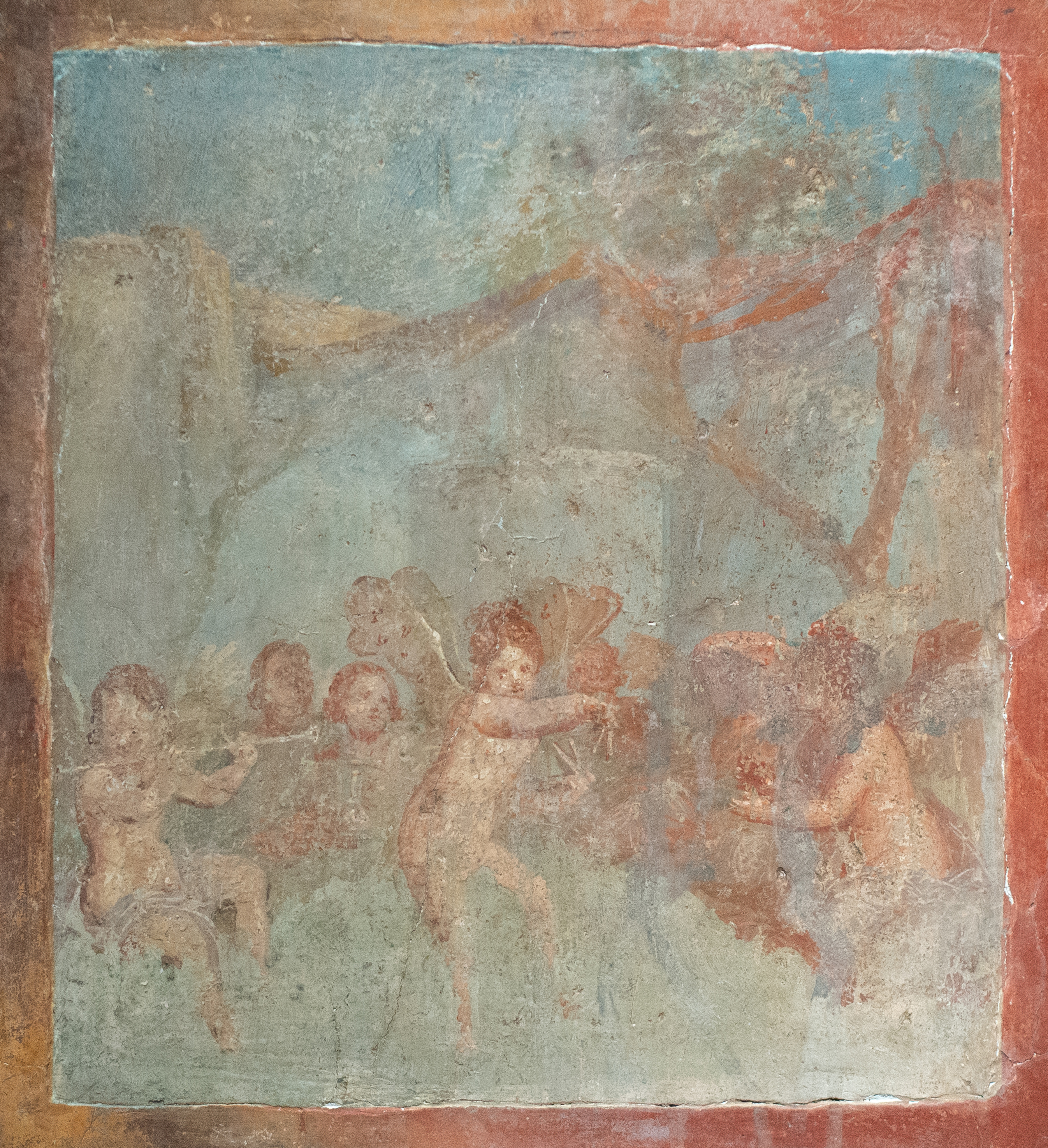
Tanz der Psyche bei einem Symposion, links ein Querflöte spielender Eros. Fresko in der Casa di Marco Lucrezio in Pompeji, vor 79 n. Chr.

Hirten spielten den plagiaulos zu ihrer Unterhaltung und manchen Quellen zufolge auch, um mit seinem auf die Schafe angenehm wirkenden Klang die Herde zusammenzuhalten. Den Bezug zum Bereich der Hirten illustrieren in Nymphenhöhlen deponierte Votivgaben von syrinx, auloi und plagiauloi an den Hirtengott Pan. So lässt der spätantike Schriftsteller Longos (Ende 2. Jahrhundert) in seinem bukolischen Liebesroman Daphnis und Chloe Daphnis Querflöte und Panflöte dem Hirtengott darbringen. Die von jedem Hirten selbst herstellbare Querflöte gehörte zum einfachen Landleben und behielt dieses Image einer unverfälschten Natur als Gegenentwurf zur überreichen Zivilisation bei, so festgehalten etwa in einem Epigramm des Dichters Philodemos von Gadara (110–40/35 v. Chr.). Den Abbildungen zufolge war der plagiaulos bei den Römern weiter verbreitet als bei den Griechen.
In einer außermusikalischen Funktion diente der plagiaulos auch als Lockinstrument für Jäger, weil sein Klang dem Gesang des Wendehalses ähnlich schien. Der Wendehals galt wegen seines Gesangs als Liebesvogel Iynx; er wurde für Liebeszauber eingesetzt, um verschwundene Liebhaber zurückzugewinnen. Auf diese Weise soll es gelungen sein, mit der Flöte scheue Tiere anzulocken. Ein Querflötenspieler konnte den Erzählungen zufolge Krebse dazu bewegen, aus Felsritzen oder aus dem Meer herauszukommen und sogar dem sich entfernenden Flötenspieler zu folgen, bis sie gefangen wurden.
Plagiauloi gehörten auch zu dem Musikinstrumenten der Dionysoskulte und wurden deshalb bei Symposien (gesellige Zusammenkünfte mit Trinkgelage) eingesetzt. Die dort gespielte Tafelmusik war im Unterschied zur Hirtentradition ein gepflegtes ritualisiertes Kulturereignis, das auf Reliefs und Wandgemälden festgehalten wurde. Ein Fresko in der Casa di Marco Lucrezio in Pompeji aus dem 1. Jahrhundert v. Chr. oder n. Chr. (vor 79 n. Chr., als Pompeji durch den Ausbruch des Vesuv verschüttet wurde) stellt ein Trinkgelage dar, in dessen Mitte eine Psyche mit krotala (hölzernen Klappern) in beiden Händen tanzt. Links von der Tänzerin sitzt ein Eros und spielt eine lange Querflöte, ein weiterer sitzender Eros auf der rechten Seite schlägt dazu den Takt. Der plagiaulos wird wie Tanz und krotala der dionysischen Unterhaltung zugeordnet.
Ein auf 119 v. Chr. datiertes Weihrelief auf einer Stele eines Kultvereins an Apollon und Kybele zeigt einen Aulos-Spieler im Profil vor dem Altar und einen frontal stehenden Musiker mit einem langen plagiaulos. Die wohl aus Kyzikos stammende Darstellung zu Ehren der Priesterin Stratonike wird um das Festbankett eines Symposions ergänzt.
Krieg führenden Soldaten wurden Musiker zur Unterhaltung in der freien Zeit mitgegeben. So berichtet der Geschichtsschreiber Poseidonios (135–51 v. Chr.), in einem der Nachfolgekriege der Seleukiden zwischen Apameia und Larisa hätten die Soldaten um das Jahr 142 v. Chr. neben Trinkhörnern auch monauloi und plagiauloi mitgeführt, womit er seiner Klage über die sittenlosen Zustände in den beiden Städten Ausdruck verleihen wollte.
Eine an der Via Appia gefundene Aschenurne aus der Mitte des 1. Jahrhunderts ist mit sieben musizierenden Eroten verziert, die betrunken von einem Symposion kommen. Einer von ihnen spielt eine Querflöte. Diese Szene auf einer Urne soll auf die Macht des Mysteriengottes Dionysos verweisen, der für ein Weiterleben des dionysischen Kults auch im Jenseits sorgt.
Ferner kam der plagiaulos in einem aus Ägypten stammenden Mysterienkult zum Einsatz, der in Form des Isiskults in spätrepublikanischer Zeit (seit Mitte des 1. Jahrhunderts v. Chr.) nach Rom gelangte. Apuleius (um 123 – nach 170) umschreibt die Querflöte als calamus obliquus ad aurem porrectus dexteram („seitwärts gehaltenes Pflanzenrohr, das bis zum rechten Ohr reicht“). Er berichtet, dass die zum Kultpersonal gehörenden Musiker Ägypter waren, die als Diener des Reichsgottes Serapis bei Prozessionen und anderen Ritualen einstimmige, angenehm klingende Melodien hervorbrachten. Für die soziale Stellung der Römer war dieses Musizieren nicht angemessen. Eine bildliche Darstellung, die Apuleius Aussage bestätigt, ist das Relief an einer Säulenbasis von einem Grabbau, in dem mutmaßlich Anhänger der Isis beigesetzt wurden. Das Relief zeigt die Göttin Isis, den heiligen Apisstier, einen Priester und einen sitzenden Mann mit einer Keule, umgeben von einem Mädchen mit aulos und einem Jungen mit plagiaulos, die zum Tanz von zwei Dienern aufspielen.
In anderen Formen von offizieller Kultmusik wurde der plagiaulos nicht verwendet. Er wird auch nicht in den Schriften zum staatlichen Musikunterricht erwähnt und wurde nicht bei musischen Wettkämpfen gespielt. Damit wurden die Flötenspieler nicht in Inschriften erwähnt und ihnen blieb eine öffentliche Anerkennung versagt. Falls es bekannte Virtuosen gegeben haben sollte, so sind ihre Namen nicht überliefert. Weil der plagiaulos ein Instrument der Unterhaltungsmusik bei privaten Veranstaltungen war, dürften seine Spieler zu den unteren Gesellschaftsschichten gehört haben. Nach Einschätzung von Andrea Scheithauer (1996) traten bei den Symposien möglicherweise unfreie Frauen als Musikerinnen auf, die ansonsten in Bordellen angestellt waren.